# Eraxasilus hebes
Eraxasilus hebes là một loài ruồi trong họ Asilidae. Eraxasilus hebes được Walker miêu tả năm 1855. Loài này phân bố ở vùng Tân nhiệt đới.